# Gabriel Josipovici
Gabriel David Josipovici (* 8. Oktober 1940 in Nizza) ist ein britischer Schriftsteller und Literaturwissenschaftler.

## Familie
Gabriel Josipovici stammt aus einer ägyptisch-jüdischen Familie: Seine Mutter war die Dichterin und Übersetzerin Sacha Rabinovitch (1910–1996). Die mütterlichen Vorfahren der Sacha Rabinovitch zählten in Kairo zum sephardischen Stamm der Cattaui. Ihr Vater war ein aschkenasischer Russe aus Odessa, der nach Kairo gezogen war. Hier heirateten Sacha Rabinovitch und Jean Josipovici im Jahr 1934. Das Ehepaar ging von Kairo ins französische Aix-en-Provence, wo sich Josipovicis Vater um 1941 von der Familie trennte.

## Leben
Während des Vichy-Regimes entkamen Gabriel Josipovici und seine Mutter der antisemitischen Verfolgung durch die Flucht in die Französischen Alpen. Nach dem Ende des Zweiten Weltkriegs besuchte er englischsprachige Schulen, seit 1950 in Kairo. Vor der Eskalation der Suezkrise im Jahr 1956 emigrierte er mit seiner Mutter nach England. Hier beendete er seine Schulbildung am Cheltenham College (Gloucestershire). Anschließend studierte er bis 1961 englische Literatur an der St Edmund Hall in Oxford. Von 1963 bis 1998 lehrte Gabriel Josipovici an der University of Sussex in Brighton. Er war Weidenfeld Professor für Vergleichende Literaturwissenschaft an der University of Oxford. 2007 hielt Josipovici an der Universität London eine Vorlesung zum Thema What ever happened to Modernism? 2001 wurde er zum Mitglied der British Academy gewählt.

## Position
In seinen schriftstellerischen und literaturkritischen Arbeiten bezieht sich Gabriel Josipovici einerseits auf zeitgenössische Autoren wie Franz Kafka, Marcel Proust und Jorge Luis Borges, andererseits aber auch auf die Klassiker wie Dante Alighieri, Geoffrey Chaucer und William Shakespeare. Mit diesem Bezug, der mehrere Jahrhunderte umfasst, widerspricht Josipovici der Enge einer modernen oder postmodernen Einteilung in Epochen. Nach Josipovicis Ansicht halten die gesellschaftlichen Krisen seit der Reformation permanent an. Aus dieser Sicht ist es konsequent, dass der Autor in seinen Werken auf einen allwissenden Erzähler verzichtet.

## Veröffentlichungen
- The World and the Book. A Study of Modern Fiction. Macmillan, London 1971
- Writing and the Body. New Jersey Princeton University, Princeton 1982
- The Lessons of Modernism and other Essays. Macmillan, London 1987
- The Book of God. A Response to the Bible. Yale University Press, New Haven 1988
- Moo Pak. Carcanet Press 1994
  - Deutsche Ausgabe: Moo Pak. Aus dem Englischen von Jochen Schimmang. Suhrkamp, Berlin 2010, ISBN 978-3-518-22457-1.
- Jetzt. Aus dem Englischen von Gerd Haffmans. Haffmans, Zürich 2000
- Gegenlicht. Ein Triptychon nach Pierre Bonnard. Übers. Susanne Luber.[3] Haffmans, Zürich 2001
- Only Joking. 2005
  - Deutsche Ausgabe: Nur ein Scherz. Aus dem Englischen von Gerd Haffmans. Haffmans bei Zweitausendeins, Frankfurt am Main 2006, ISBN 3-86150-563-0.
- Fehler machen. Übers. Katja Scholtz. Haffmans & Tolkemitt bei Zweitausendeins, Berlin 2010, ISBN 978-3-942048-22-4.
- What Ever Happened to Modernism? Yale University Press 2011
- Infinity: The Story of a Moment. Über Giacinto Scelsi. Carcanet 2012, ISBN 978-1-84777-166-7. 
  - Unendlichkeit. Die Geschichte eines Augenblicks. Übers. Markus Hinterhäuser. Jung & Jung, Salzburg 2012, ISBN 978-3-99027-028-8.